# Wahlkreis Casoria (Camera dei deputati)
Der Wahlkreis Casoria war von 1993 bis 2005 und ist seit 2017 wieder ein Wahlkreis (italienisch collegio elettorale) für die Wahl der Abgeordnetenkammer.

## Von 1993 bis 2005

### Wahlkreisgebiet
Der Wahlkreis umfasste 2 Gemeinden (Casoria und Frattamaggiore).

### Wahlergebnisse

#### Parlamentswahl 1994

##### Direktstimmen
| Kandidaten               | Kandidaten              | Parteien                                          | Stimmen | %    |
| ------------------------ | ----------------------- | ------------------------------------------------- | ------- | ---- |
|                          | Antonio Pezzellagewählt | Polo del Buon Governo (FI – AN – CCD – UdC – PLD) | 26.776  | 40,9 |
|                          | Tommaso Casillo         | Progressisti                                      | 22.714  | 34,7 |
|                          | Salvatore Maglione      | Patto per l’Italia                                | 8.860   | 13,5 |
|                          | Francesco Polizio       | Unione Cristiani e Riformisti                     | 4.927   | 7,5  |
|                          | Giuseppe Vibrato        | Lista Marco Pannella – Riformatori                | 2.169   | 3,3  |
| Gesamt                   | Gesamt                  | Gesamt                                            | 65.446  | 100  |
|                          |                         |                                                   |         |      |
| Ungültige Stimmen        | Ungültige Stimmen       | Ungültige Stimmen                                 | 5.880   | 8,2  |
| Wähler                   | Wähler                  | Wähler                                            | 71.326  | 82,9 |
| Wahlberechtigte          | Wahlberechtigte         | Wahlberechtigte                                   | 86.038  |      |
|                          |                         |                                                   |         |      |
| Quelle: Innenministerium |                         |                                                   |         |      |

##### Listenstimmen
| Parteien                             | Parteien                      | Parteien                           | Stimmen | %    |
| ------------------------------------ | ----------------------------- | ---------------------------------- | ------- | ---- |
|                                      | Polo del Buon Governo         | Forza Italia                       | 14.461  | 22,2 |
| Alleanza Nazionale                   | Polo del Buon Governo         | 12.761                             | 19,6    |      |
| ↳ Gesamt                             | Polo del Buon Governo         | 27.222                             | 41,8    |      |
|                                      | Progressisti                  | Partito Democratico della Sinistra | 12.471  | 19,1 |
| Partito della Rifondazione Comunista | Progressisti                  | 5.067                              | 7,8     |      |
| Federazione dei Verdi                | Progressisti                  | 2.507                              | 3,8     |      |
| Partito Socialista Italiano          | Progressisti                  | 2.245                              | 3,4     |      |
| Rinascita Socialista                 | Progressisti                  | 911                                | 1,4     |      |
| La Rete                              | Progressisti                  | 518                                | 0,8     |      |
| Alleanza Democratica                 | Progressisti                  | 444                                | 0,7     |      |
| ↳ Gesamt                             | Progressisti                  | 24.163                             | 37,1    |      |
|                                      | Patto per l’Italia            | Patto Segni                        | 4.686   | 7,2  |
| Partito Popolare Italiano            | Patto per l’Italia            | 3.891                              | 6,0     |      |
| ↳ Gesamt                             | Patto per l’Italia            | 8.577                              | 13,2    |      |
|                                      | Lista Marco Pannella          | Lista Marco Pannella               | 2.409   | 3,7  |
|                                      | Unione Cristiani e Riformisti | Unione Cristiani e Riformisti      | 1.350   | 2,1  |
|                                      | Programma Italia              | Programma Italia                   | 964     | 1,5  |
|                                      | Alleanza Meridionale          | Alleanza Meridionale               | 239     | 0,4  |
|                                      | L’Arca                        | L’Arca                             | 211     | 0,3  |
|                                      | Democrazia e Rinnovamento     | Democrazia e Rinnovamento          | 60      | 0,1  |
| Gesamt                               | Gesamt                        | Gesamt                             | 65.195  | 100  |
|                                      |                               |                                    |         |      |
| Ungültige Stimmen                    | Ungültige Stimmen             | Ungültige Stimmen                  | 6.131   | 8,6  |
| Wähler                               | Wähler                        | Wähler                             | 71.326  | 82,9 |
| Wahlberechtigte                      | Wahlberechtigte               | Wahlberechtigte                    | 86.038  |      |
|                                      |                               |                                    |         |      |
| Quelle: Innenministerium             |                               |                                    |         |      |

#### Parlamentswahl 1996

##### Direktstimmen
| Kandidaten               | Kandidaten               | Parteien            | Stimmen | %    |
| ------------------------ | ------------------------ | ------------------- | ------- | ---- |
|                          | Salvatore Piccologewählt | L’Ulivo             | 31.681  | 50,8 |
|                          | Antonio Pezzella         | Polo per le Libertà | 30.698  | 49,2 |
| Gesamt                   | Gesamt                   | Gesamt              | 62.379  | 100  |
|                          |                          |                     |         |      |
| Ungültige Stimmen        | Ungültige Stimmen        | Ungültige Stimmen   | 5.803   | 8,5  |
| Wähler                   | Wähler                   | Wähler              | 68.182  | 77,7 |
| Wahlberechtigte          | Wahlberechtigte          | Wahlberechtigte     | 87.695  |      |
|                          |                          |                     |         |      |
| Quelle: Innenministerium |                          |                     |         |      |

##### Listenstimmen
| Parteien                                          | Parteien                             | Parteien                             | Stimmen | %    |
| ------------------------------------------------- | ------------------------------------ | ------------------------------------ | ------- | ---- |
|                                                   | Polo per le Libertà                  | Forza Italia                         | 16.027  | 25,7 |
| Alleanza Nazionale                                | Polo per le Libertà                  | 11.767                               | 18,9    |      |
| CCD – CDU                                         | Polo per le Libertà                  | 3.030                                | 4,9     |      |
| ↳ Gesamt                                          | Polo per le Libertà                  | 30.824                               | 49,5    |      |
|                                                   | L’Ulivo                              | Partito Democratico della Sinistra   | 11.780  | 18,9 |
| Popolari per Prodi (PPI – SVP – PRI – UD – Prodi) | L’Ulivo                              | 4.700                                | 7,5     |      |
| Rinnovamento Italiano                             | L’Ulivo                              | 3.307                                | 5,3     |      |
| Federazione dei Verdi                             | L’Ulivo                              | 2.286                                | 3,7     |      |
| ↳ Gesamt                                          | L’Ulivo                              | 22.073                               | 35,5    |      |
|                                                   | Partito della Rifondazione Comunista | Partito della Rifondazione Comunista | 6.546   | 10,5 |
|                                                   | Lista Pannella – Sgarbi              | Lista Pannella – Sgarbi              | 877     | 1,4  |
|                                                   | Partito Socialista                   | Partito Socialista                   | 752     | 1,2  |
|                                                   | Fiamma Tricolore                     | Fiamma Tricolore                     | 687     | 1,1  |
|                                                   | Democrazia Sociale                   | Democrazia Sociale                   | 413     | 0,7  |
|                                                   | Sviluppo e Legalità                  | Sviluppo e Legalità                  | 86      | 0,1  |
| Gesamt                                            | Gesamt                               | Gesamt                               | 62.258  | 100  |
|                                                   |                                      |                                      |         |      |
| Ungültige Stimmen                                 | Ungültige Stimmen                    | Ungültige Stimmen                    | 5.953   | 8,7  |
| Wähler                                            | Wähler                               | Wähler                               | 68.211  | 77,8 |
| Wahlberechtigte                                   | Wahlberechtigte                      | Wahlberechtigte                      | 87.695  |      |
|                                                   |                                      |                                      |         |      |
| Quelle: Innenministerium                          |                                      |                                      |         |      |

#### Parlamentswahl 2001

##### Direktstimmen
| Kandidaten               | Kandidaten              | Parteien           | Stimmen | %    |
| ------------------------ | ----------------------- | ------------------ | ------- | ---- |
|                          | Antonio Pezzellagewählt | Casa delle Libertà | 29.175  | 44,1 |
|                          | Salvatore Piccolo       | L’Ulivo            | 27.838  | 42,0 |
|                          | Salvatore Graziuso      | Democrazia Europea | 4.944   | 7,5  |
|                          | Carmine Amato           | Lista Di Pietro    | 2.030   | 3,1  |
|                          | Cosimo Andretta         | Lista Emma Bonino  | 1.144   | 1,7  |
|                          | Arturo Guerra           | Fiamma Tricolore   | 1.073   | 1,6  |
| Gesamt                   | Gesamt                  | Gesamt             | 66.204  | 100  |
|                          |                         |                    |         |      |
| Ungültige Stimmen        | Ungültige Stimmen       | Ungültige Stimmen  | 4.690   | 6,6  |
| Wähler                   | Wähler                  | Wähler             | 70.894  | 77,0 |
| Wahlberechtigte          | Wahlberechtigte         | Wahlberechtigte    | 92.068  |      |
|                          |                         |                    |         |      |
| Quelle: Innenministerium |                         |                    |         |      |

##### Listenstimmen
| Parteien                               | Parteien                             | Parteien                             | Stimmen | %    |
| -------------------------------------- | ------------------------------------ | ------------------------------------ | ------- | ---- |
|                                        | Casa delle Libertà                   | Forza Italia                         | 22.877  | 34,9 |
| Alleanza Nazionale                     | Casa delle Libertà                   | 8.202                                | 12,5    |      |
| CCD – CDU                              | Casa delle Libertà                   | 1.800                                | 2,7     |      |
| Nuovo PSI                              | Casa delle Libertà                   | 560                                  | 0,9     |      |
| ↳ Gesamt                               | Casa delle Libertà                   | 33.439                               | 51,0    |      |
|                                        | L’Ulivo                              | Democratici di Sinistra              | 7.815   | 11,9 |
| La Margherita (Dem – PPI – RI – Udeur) | L’Ulivo                              | 7.756                                | 11,8    |      |
| Il Girasole (FdV – SDI)                | L’Ulivo                              | 4.367                                | 6,7     |      |
| Partito dei Comunisti Italiani         | L’Ulivo                              | 1.345                                | 2,1     |      |
| ↳ Gesamt                               | L’Ulivo                              | 21.283                               | 32,4    |      |
|                                        | Partito della Rifondazione Comunista | Partito della Rifondazione Comunista | 4.077   | 6,2  |
|                                        | Lista Di Pietro                      | Lista Di Pietro                      | 2.761   | 4,2  |
|                                        | Democrazia Europea                   | Democrazia Europea                   | 1.954   | 3,0  |
|                                        | Lista Emma Bonino                    | Lista Emma Bonino                    | 1.118   | 1,7  |
|                                        | Fiamma Tricolore                     | Fiamma Tricolore                     | 667     | 1,0  |
|                                        | Forza Nuova                          | Forza Nuova                          | 126     | 0,2  |
|                                        | Paese Nuovo                          | Paese Nuovo                          | 109     | 0,2  |
|                                        | Abolizione Scorporo                  | Abolizione Scorporo                  | 62      | 0,1  |
| Gesamt                                 | Gesamt                               | Gesamt                               | 65.596  | 100  |
|                                        |                                      |                                      |         |      |
| Ungültige Stimmen                      | Ungültige Stimmen                    | Ungültige Stimmen                    | 5.298   | 7,5  |
| Wähler                                 | Wähler                               | Wähler                               | 70.894  | 77,0 |
| Wahlberechtigte                        | Wahlberechtigte                      | Wahlberechtigte                      | 92.068  |      |
|                                        |                                      |                                      |         |      |
| Quelle: Innenministerium               |                                      |                                      |         |      |

## Von 2017 bis 2020

### Wahlkreisgebiet
Der Wahlkreis umfasste Gemeinden:

### Wahlergebnisse

#### Parlamentswahl 2018
| Kandidaten               | Kandidaten                | Stimmen | %    | Listen                                      | Stimmen | %    |
| ------------------------ | ------------------------- | ------- | ---- | ------------------------------------------- | ------- | ---- |
|                          | Vincenzo Spadaforagewählt | 88.093  | 59,4 | Movimento 5 Stelle                          | 88.093  | 59,4 |
|                          | Luca Scancariello         | 33.882  | 22,8 | Forza Italia                                | 24.208  | 16,3 |
| Lega                     | Luca Scancariello         | 33.882  | 22,8 | 4.819                                       | 3,2     |      |
| Fratelli d’Italia        | Luca Scancariello         | 33.882  | 22,8 | 3.058                                       | 2,1     |      |
| Noi con l’Italia – UDC   | Luca Scancariello         | 33.882  | 22,8 | 1.797                                       | 1,2     |      |
|                          | Nicola Marrazzo           | 17.600  | 11,9 | Partito Democratico                         | 15.163  | 10,2 |
| +Europa                  | Nicola Marrazzo           | 17.600  | 11,9 | 1.241                                       | 0,8     |      |
| Italia Europa Insieme    | Nicola Marrazzo           | 17.600  | 11,9 | 812                                         | 0,5     |      |
| Civica Popolare          | Nicola Marrazzo           | 17.600  | 11,9 | 384                                         | 0,3     |      |
|                          | Elpidio Capasso           | 5.187   | 3,5  | Liberi e Uguali                             | 5.187   | 3,5  |
|                          | Oriana Cerbone            | 1.740   | 1,2  | Potere al Popolo!                           | 1.740   | 1,2  |
|                          | Alessandro Lobello        | 626     | 0,4  | Il Popolo della Famiglia                    | 626     | 0,4  |
|                          | Erica Vaccaro             | 587     | 0,4  | CasaPound Italia                            | 587     | 0,4  |
|                          | Maria Siniscalchi         | 394     | 0,3  | Italia agli Italiani (FT – FN)              | 394     | 0,3  |
|                          | Giovanni Limatola         | 175     | 0,1  | Per una Sinistra Rivoluzionaria (SCR – PCL) | 175     | 0,1  |
| Gesamt                   | Gesamt                    | 148.284 | 100  |                                             | 148.284 | 100  |
|                          |                           |         |      |                                             |         |      |
| Ungültige Stimmen        | Ungültige Stimmen         | 3.380   | 2,2  |                                             |         |      |
| Wähler                   | Wähler                    | 151.664 | 66,2 |                                             |         |      |
| Wahlberechtigte          | Wahlberechtigte           | 229.048 |      |                                             |         |      |
|                          |                           |         |      |                                             |         |      |
| Quelle: Innenministerium |                           |         |      |                                             |         |      |

## Seit 2020

### Wahlkreisgebiet
| Wahlkreise – Camera dei deputati – Kampanien | Wahlkreise – Camera dei deputati – Kampanien | Wahlkreise – Camera dei deputati – Kampanien |
| Provinz                                      | Provinz                                      | Gemeinden nach Provinzen ⮞ Wahlkreis |
| -------------------------------------------- | -------------------------------------------- | --- |
|                                              | Metropolitanstadt Neapel (92 Gemeinden)      | Teil Neapels ⮞ Wahlkreis Neapel – Fuorigrotta Teil Neapels ⮞ Wahlkreis Neapel – San Carlo all’Arena 13 ⮞ Wahlkreis Acerra 14 ⮞ Wahlkreis Casoria 16 ⮞ Wahlkreis Giugliano in Campania 28 ⮞ Wahlkreis Somma Vesuviana 20 ⮞ Wahlkreis Torre del Greco |
|                                              | Provinz Avellino (118 Gemeinden)             | alle ⮞ Wahlkreis Avellino |
|                                              | Provinz Benevento (78 Gemeinden)             | alle ⮞ Wahlkreis Benevento |
|                                              | Provinz Caserta (104 Gemeinden)              | 24 ⮞ Wahlkreis Caserta 52 ⮞ Wahlkreis Aversa 28 ⮞ Wahlkreis Benevento |
|                                              | Provinz Salerno (158 Gemeinden)              | 20 ⮞ Wahlkreis Salerno 112 ⮞ Wahlkreis Eboli 26 ⮞ Wahlkreis Scafati |

Der Wahlkreis umfasst 14 Gemeinden der Metropolitanstadt Neapel.

### Wahlergebnisse

#### Parlamentswahl 2022
| Kandidaten                          | Kandidaten              | Stimmen | %    | Listen                                                  | Stimmen | %    |
| ----------------------------------- | ----------------------- | ------- | ---- | ------------------------------------------------------- | ------- | ---- |
|                                     | Pasqualino Penzagewählt | 79.318  | 47,2 | Movimento 5 Stelle                                      | 79.318  | 47,2 |
|                                     | Monica Maisto           | 42.724  | 25,4 | Fratelli d’Italia                                       | 22.172  | 13,2 |
| Forza Italia                        | Monica Maisto           | 42.724  | 25,4 | 14.169                                                  | 8,4     |      |
| Lega per Salvini Premier            | Monica Maisto           | 42.724  | 25,4 | 5.934                                                   | 3,5     |      |
| Noi Moderati                        | Monica Maisto           | 42.724  | 25,4 | 449                                                     | 0,3     |      |
|                                     | Vincenzo Spadafora      | 32.129  | 19,1 | Partito Democratico – Italia Democratica e Progressista | 18.669  | 11,1 |
| +Europa                             | Vincenzo Spadafora      | 32.129  | 19,1 | 4.817                                                   | 2,9     |      |
| Alleanza Verdi e Sinistra           | Vincenzo Spadafora      | 32.129  | 19,1 | 4.590                                                   | 2,7     |      |
| Impegno Civico – Centro Democratico | Vincenzo Spadafora      | 32.129  | 19,1 | 4.053                                                   | 2,4     |      |
|                                     | marianna Riccardi       | 6.934   | 4,1  | Azione – Italia Viva                                    | 6.934   | 4,1  |
|                                     | Gennaro Mallozzi        | 3.103   | 1,8  | Unione Popolare                                         | 3.103   | 1,8  |
|                                     | Consiglia Migliaccio    | 1.538   | 0,9  | Italexit per l’Italia                                   | 1.538   | 0,9  |
|                                     | Maurizio Ferrara        | 1.215   | 0,7  | Italia Sovrana e Popolare                               | 1.215   | 0,7  |
|                                     | Giovanni Peluso         | 988     | 0,6  | Noi di Centro – Europeisti                              | 988     | 0,6  |
| Gesamt                              | Gesamt                  | 167.949 | 100  |                                                         | 167.949 | 100  |
|                                     |                         |         |      |                                                         |         |      |
| Ungültige Stimmen                   | Ungültige Stimmen       | 5.224   | 3,0  |                                                         |         |      |
| Wähler                              | Wähler                  | 173.173 | 49,8 |                                                         |         |      |
| Wahlberechtigte                     | Wahlberechtigte         | 347.816 |      |                                                         |         |      |
|                                     |                         |         |      |                                                         |         |      |
| Quelle: Innenministerium            |                         |         |      |                                                         |         |      |